# مجموعة الطيران رقم 309 للصيانة والتجديد
مجموعة الطيران رقم 309 للصيانة والتجديد (بالإنجليزية: 309th Aerospace Maintenance and Regeneration Group (AMARG))‏ تسمى عادة المقبرة، هي موقع تخزين وصيانة لصواريخ وطائرات القوات الجوية الأمريكية في توسكان، أريزونا. تقع في قاعدة دافس-مونثان الجوية، وكانت سابقًا تحمل اسم مركز الطيران للصيانة والتجديد ومركز تخزين ورمي الطائرات العسكرية. أكبر مقبرة طائرات في العالم[بحاجة لمصدر] تحديدا في المجموعة 309 الفضائية للصيانة والتجديد في قاعدة Davis-Monthan الجوية الحربية في Tucson في أريزونا. ويطلق عليها عادة اسم The Boneyard.
تم إنشاء هذه المقبرة عام 1946 لتخزين بعض الطائرات الحربية والفائض لدى وزارة الدفاع الأمريكية ولكنها مؤخرا كبرت لتصبح المكان الذي يتم فيه تخزين جميع طائرات الحكومة الأمريكية المعطلة
حتوي هذه المقبرة على أكثر من 4000 نوع من الطائرات كالقاذفات والمقاتلات مثل F15 و F14، وكذلك ناقلات الطائرات العسكرية مثل C5a Galaxy، الطائرات العمودية، طائرات القفز
بعض الطائرات تم تخزينها لاعادة الاستعمال والبعض الآخر لاستصلاح المعادن أو لتجريدها إلى قطع غيار
الجو في توكسون ملائم للطائرات فالتربة صلبة وقوية تسمح للطائرات بالتحرك والرطوبة منخفضة ومعدل الأمطار قليل.
تبعا لشروط المحادثات الاستراتيجية للحد من الأسلحةـ أكثر من 300 طائرة مقاتلة من نوع B-52 تم إزالة أجنحتها ووضعها في المقبرة كدليل للأقمار الصناعية السوفييتية التي ترصد فوق المقبرة
الطائرات ليست الأشياء الوحيدة التي يتم تخزينها في المقبرة، أيضا يتم تخزين الصواريخ البالستية العملاقة العابرة للقارات والمصممة لنقل الرؤوس الحربية النووية.

## هوامش
1. ↑  The Boneyard